# 陳毓漢
陳毓漢（1903年—？），廣東省梅縣人，客家人，中華民國政治人物。

## 生平
廣東省梅縣人，客家人，曾任雲南省滄源設治局第九任局長:31，交通部滇緬鐵路路警總隊政訓主任。陳毓漢在中國抗日戰爭期間曾至滇西各地宣慰土司，遊說土司政權效忠重慶國民政府，在抗日戰爭中加入中國一方。遊說對象包含果敢土司楊文炳、耿馬土司罕裕卿與永邦土司馬美廷。果敢土司因而前往重慶，面見蔣中正，獻金或獻旗。:304果敢土司楊文炳表示願內附抗日。第二次國共內戰以後，陳毓漢移居緬甸，活躍於緬甸華人社團，任報社總經理。因「心向祖國」，被緬甸聯邦列為不受歡迎份子，遭到驅逐出境。在1965年底抵臺灣，晚年定居臺北內湖。:9